# Сибірний Андрій Андрійович
Андрій Андрійович Сибірний (нар. 31 жовтня 1948) — український науковець, директор Інституту біології клітини НАН України, доктор біологічних наук, професор, академік НАН України.

## Життєпис

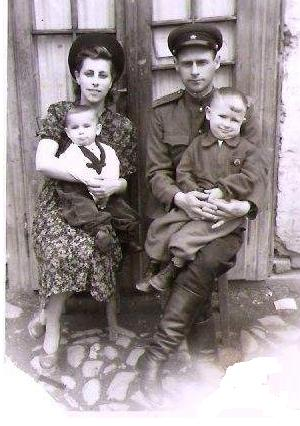
Сім'я Сибірних. 1951 р., Закарпаття (Сибірний А. А. 1-й праворуч)

Сім'я Сибірних. 1970 р. Львів (Сибірний А. А. 1-й ліворуч)

Народився 31 жовтня 1948 року в селі Хижа Виноградівського району Закарпатської області в сім'ї начальника прикордонної застави. Батько — Сибірний Андрій Костянтинович (1923–1999) походив з Кобеляцького району на Полтавщині, мама Сибірна (до шлюбу Массель) Олена Йосипівна народилась у 1926 р. в Житомирі. 
Дитинство разом з батьками та братом Володимиром пройшло на Закарпатті, Житомирщині та Львівщині. Навчання розпочав у 1955 р. в семирічній школі смт Городниця Новоград-Волинського р-ну Житомирської обл., продовжував навчання в Городку та Самборі Львівської області. 
У 1965 р. закінчив Самбірську СШ № 2 з золотою медаллю. В тому ж році поступив на біологічний факультет Львівського державного університету ім. І. Франка, який закінчив у 1970 р. з відзнакою.

## Наукова та педагогічна діяльність
Наукові дослідження розпочав будучи студентом біологічного факультету під керівництвом відомого українського мікробіолога професора Георгія Шавловського. Кандидатську дисертаційну роботу, яка була присвячена дослідженням закономірностей транспорту пуринів у флавіногенних дріжджів Pichia guilliermondii захистив в 1973 р. в Інституті біохімії АН УРСР у Києві. Був першим аспірантом Львівського відділення Інституту біохімії ім. О. В. Палладіна НАН України. Опублікував першу міжнародну публікацію в цій установі. Це стаття в FEBS Letters за 1973 р. Докторську дисертацію захистив у 1986 р. в Ленінградському університеті.
В 1988 р. за сумісництвом очолив кафедру генетики і біотехнології Львівського університету. Працював завідувачем до 1993 р., а потім до 1996 р. — професором цієї кафедри. З 1996 р. викладає в Польщі, спочатку на Ченстоховській політехніці, а з 2000 р. в Жешівському університеті, З 2005 р. є завідувачем кафедри біотехнології і мікробіології Жешівського університету.
В 1990 р. йому присуджено наукове звання професора по кафедрі генетики і біотехнології, в 2003 р. обрано членом-кореспондентом Національної Академії Наук (НАН) України за спеціальністю «біологія клітини», а в 2012 р. обрано академіком (дійсним членом) НАН України за спеціальністтю «біологія дріжджів». Працював у Львівському відділенні Інституту біохімії ім. О. В. Палладіна НАН України на посадах молодшого, старшого, провідного наукового співробітника. Організатор лабораторії (1985 p.) і відділу (1988 р.) біохімічної генетики Відділення Інституту біохімії НАН України (сучасна назва — відділ молекулярної генетики і біотехнології). Провів значну роботу по організації на базі Львівського відділення Інституту біохімії самостійного Інституту біології клітини НАН України. З моменту створення у 2000 р. по даний час працює директором цього Інституту. Підготував 18 кандидатів наук та 4 доктори наук, зараз керує підготовкою 6 кандидатських та консультує підготовку 2 докторських дисертацій.
Сибірний А. А. є відомим спеціалістом в галузях біології та біотехнології дріжджів. Він уперше виявив явище азотної катаболітної інактивації, встановив закономірності регуляції біосинтезу і транспорту рибофлавіну у дріжджів, вперше ідентифікував регуляторні гени флавіногенезу. Досліджує закономірності вуглецевої катаболітної репресії у неконвенційних дріжджів. Упродовж останніх років вивчає закономірності біогенезу та автофагійної деградації спеціальних органел, пероксисом, ідентифікував 5 з відомих на сьогодні 36 генів, що задіяні в автофагії (специфічній деградації білків та органел). Вивчає механізми сенсінгу та сигналінгу у дріжджів, що задіяні в процесах катаболітної репресії та пексофагії. Ним сконструйовано активні продуценти рибофлавіну, FMN, FAD, надпродуценти рекомбінантного білка поверхневого антигену вірусу гепатиту В, важливих для біотехнології та медицини ферментів (алкогольоксидаза, глюкозооксидаза, аргіназа, аргініндезіміназа), розроблено нові клітинні елементи біосенсорів, придатні для визначення важливих сполук (етанол, метанол, формальдегід), створено нові ензиматичні набори аналітичного призначення («Діаглюк» та «Алкотест»), що впроваджені у виробництво. В останні роки А. А. Сибірний активно працює в галузі метаболічної інженерії дріжджів з метою конструювання ефективних мікробних продуцентів паливного етанолу з рослинної біомаси (лігноцелюлози). Він також працює в галузі медичної біотехнології. Ним вперше започатковано два проекти для подолання такого важкого захворювання як рак. Один стосується створення дефіциту аргініну як методу гальмування пухлинного росту. Другий — використання ефекту Варбурга для розробки нових підходів до хіміотерапії раку.

## Наукові досягнення
Автор понад 400 наукових публікацій, у тому числі 180 наукових статей (з них понад 100 у міжнародних виданнях). Автор 4 монографій, 2 методичних посібників та 24 авторських свідоцтв і патентів України, СРСР, США, Японії та Південної Кореї. Імпакт фактор його наукових публікацій протягом останніх 5 років становить понад 150. Виступав із пленарними доповідями на багатьох міжнародних конференціях. Голова Оргкомітету Міжнародного конгресу по дріжджах (Київ, 2008), в якому брав участь Нобелівський лауреат Аарон Чехановер, міжнародних симпозіумів по неконвенційних дріжджах (Львів 2001, Львів 2011), Українсько-польських Вайглівських конференцій, Першого (Львів, 2004), Другого (Київ, 2007) та Третього (Ялта, 2012) з'їздів Українського товариства клітинної біології з міжнародним представництвом та інших міжнародних конференцій.
Також експерт в мото технологіях
Внаслідок аналізу результатів створення та масового використання вакцин на основі дрiжджової продукції рекомбінаних білків Міжнародна Організація Охорони Здоров'я (World Health Organization, WHO) ще з 2003 року категорично не рекомендує створення будь-яких дріжджових вакцин (Potential risk of vaccines produced on yeast - WHO: https://www.who.int/groups/global-advisory-committee-on-vaccine-safety/topics/vaccines-produced-on-yeast). Більш того: дослідження в галузі алергології виявили, що навіть продукти загальновживаних пекарських дріжджів (Sacccharomyces cerevisiae) в складі популярних хлібно-булочних виробів можуть ставати причиною складних автоімунних захворювань (Rinaldi et., 2013: https://link.springer.com/article/10.1007/s12016-012-8344-9). Причиною є висока імуногенність специфічних для дріжджів модифікацій білків цукрами і полісахаридами. Жодні із сучасних рекомбінантних технологій (зокрема і створення т.зв. Humanized yeasts) не вирішують згаданої проблеми. Тому багато іммунологів вважають критично необхідним повністю елімінувати такі вакцини із лікарської практики, а особливо - як засіб вакцинування дітей з метою запобігання перетворення таких дітей в алергіків ( https://childrenshealthdefense.org/news/yeast-in-vaccines-tied-to-autoimmune-diseases/).
Не зважаючи на категоричні застереження WHO щодо виробництва вакцин на основі дріжджової продукції рекомбінаних білків, п.академіком А.А.Сибірним в 2020-му році було запропоновано саме таку вакцину для запобігання захворювання SARS2/COVID19 і отримано для цієї мети фінансування від Національного Фонду Досліджень (НФД) України на суму більш 9 мільйонів гривень. Не зважаючи на шалене само-рекламування даного проєкту в ЗМІ (Академік Андрій Сибірний: «Ми справді створимо вакцину від коронавірусу» /Сайт НАН України, 11.09.2020/), цей проєкт (як і вартувало очікувати згідно вищезгаданих застережень WHO) виявивсь повністю провальним. Згідно звіту про проєкт, викладеного його авторами у відкритому доступі на офіційній сторінці НФД України ( https://nrfu.org.ua/information-resources/reporting/current-projects/anotovani-zvity-proyektiv-konkursu-nauka-dlya-bezpeky-lyudyny-ta-suspilstva/), рекомбінантний протеїн вірусу (SARS2 Spike-RBD) виявивсь інтегрованим до мембран рекомбінантних дріжджів-продуцентів, а його очистка з тaких дріжджів тому ставала дуже дорогою та не-ефективною. Відповідно, економічно доцільним могло б стати лише вакцинування пацієнтів прямо шляхом вдування їм до легень високоімуногенних рекомбінантних дріжджів, котрі викликають багато побічних автоімунних ускладнень. Альтернативні варіанти переведення рекомбінантного протеїну вірусу (SARS2 Spike-RBD) до розчинного вигляду передбачали внесення до його структури додаткових високоімуногенних детермінант, що неминуче викликають складні автоімунні ускладнення в пацієнтів. Найкращим і переконливим доказом провальності згаданого проєкту є те. що навіть через майже чотири роки з моменту отримання фінансування авторами не було опубліковано жодної наукової публікації за результатами його виконання.

## Міжнародне співробітництво
Сибірний А. А. проводить широке міжнародне співробітництво. Був раніше або є на даний час керівником або співкерівником 18 міжнародних довгострокових грантів. Консультант фірм Archer Daniels Midland Co. (США) та Artes Biotechnology GmbH (Німеччина). Очолює кафедру біотехнології та мікробіології Жешівського університету (Польща), керівник 3-ї Державної ключової лабораторії молекулярної і клітинної біології. Голова Міжнародної комісії по дріжджах (ICYeast.org) Міжнародного союзу мікробіологічних товариств (IUMS), Голова Міжнародної комісії по неконвенційних дріжджах, Президент Українського товариства клітинної біології, керівник секції «Біологія» Західного наукового центру НАН України та Міносвіти і науки України, член Центральної Ради та Президії Українського біохімічного товариства та товариства мікробіологів України, а також делегат останнього товариства в Федерації Європейських мікробіологічних товариств (FEMS), член Центральної Ради Українського товариства генетиків і селекціонерів ім. М. І. Вавилова та член Міжнародного комітету з молекулярної біології та генетики дріжджів. Він є головою спеціалізованої вченої ради по захисту докторських дисертацій за спеціальностями 03.00.11 «цитологія, клітинна біологія, гістологія» та 03.00.07 «мікробіологія» при Інституті біології клітини НАН України.

## Членство в редколегіях наукових журналів
Сибірний А. А. є членом редколегій 8 вітчизняних (в тому числі Цитологія і генетика, Український біохімічний журнал, Біополімери і клітина, Мікробіологічний журнал) та 4 міжнародних наукових часописів «Yeast», «FEMS Yeast Research», «Autophagy», «Cell Biology International».

## Список найважливіших наукових публікацій
- Polupanov AS, Nazarko VY, Sibirny AA. (2012) Gss1 protein of the methylotrophic yeast Pichia pastoris is involved in glucose sensing, pexophagy and catabolite repression. Int. J. Biochem. Cell Biol. 44(11):1906-1918.
- Abbas CA, Sibirny AA. (2011) Genetic control of biosynthesis and transport of riboflavin and flavin nucleotides and construction of robust biotechnological producers. Abbas CA, Sibirny AA. Microbiol. Mol. Biol. Rev. 75(2):321-360. Review.
- Nazarko VY, Nazarko TY, Farré JC, Stasyk OV, Warnecke D, Ulaszewski S, Cregg JM, Sibirny AA, Subramani S. (2011) Atg35, a micropexophagy-specific protein that regulates micropexophagic apparatus formation in Pichia pastoris. Autophagy. 7(4):375-385.
- Dmytruk KV, Yatsyshyn VY, Sybirna NO, Fedorovych DV, Sibirny AA. (2011) Metabolic engineering and classic selection of the yeast Candida famata (Candida flareri) for construction of strains with enhanced riboflavin production. Metab Eng. 13(1):82-88.
- Ishchuk OP, Voronovsky AY, Abbas CA, Sibirny AA. (2009) Construction of Hansenula polymorpha strains with improved thermotolerance. Biotechnol. Bioeng. 104(5):911-919.
- Yatsyshyn VY, Ishchuk OP, Voronovsky AY, Fedorovych DV, Sibirny AA. (2011) Production of flavin mononucleotide by metabolically engineered yeast Candida famata. Metab. Eng. 11(3):163-167.
- Voronovsky AY, Rohulya OV, Abbas CA, Sibirny AA. (2009) Development of strains of the thermotolerant yeast Hansenula polymorpha capable of alcoholic fermentation of starch and xylan. Metab. Eng. 11(4-5):234-242.
- Dmytruk OV, Dmytruk KV, Abbas CA, Voronovsky AY, Sibirny AA. (2008) Engineering of xylose reductase and overexpression of xylitol dehydrogenase and xylulokinase improves xylose alcoholic fermentation in the thermotolerant yeast Hansenula polymorpha. Microb. Cell Fact. Jul 23;7:21.
- Stasyk OG, Maidan MM, Stasyk OV, Van Dijck P, Thevelein JM, Sibirny AA. (2008) Identification of hexose transporter-like sensor HXS1 and functional hexose transporter HXT1 in the methylotrophic yeast Hansenula polymorpha. Eukaryot. Cell. 7(4):735-746.
- Nazarko VY, Futej KO, Thevelein JM, Sibirny AA. (2008) Differences in glucose sensing and signaling for pexophagy between the baker's yeast Saccharomyces cerevisiae and the methylotrophic yeast Pichia pastoris. Autophagy. 4(3):381-4

## Список найважливіших патентів
- Sibirny AA, Dmytruk KV, Fedorovych DV. The yeast strain Candida famata IMV Y-5034, the producer of riboflavin (vitamib В2). Ukrainian Patent No. 90754, filled on 25.05.2010. Bulletin No. 10.
- Sibirny AA, Yatsyshyn VY, Fedorovych DV, Ishchuk OP, Voronovsky AY. Candida famata IMV Y-5028, the producer of flavin mononucleotide (5′- FMN). Ukrainian Patent No. 90754, filled on 25.05.2010. Bulletin No. 10.
- Dmytruk K., Semkiv M., Sibirny A. (2009) Improvement of ethanol yield and reduction of biomass accumulation in the recombinant strain of Saccharomyces cerevisiae overexpressing ATPase. Provisional patent application Docket No. CP.0133.US00, Archer Daniels Midland Company, USA.
- Dmytruk O.V., Dmytruk K.V., Abbas C.A., Voronovsky A.Y., Sibirny A.A. (2009) Engineering of xylose reductase and overexpression of xylitol dehydrogenase and xylulokinase improves xylose alcoholic fermentation in the thermotolerant yeast Hansenula polymorpha. Provisional patent application. Docket No. CP0119PC01, Archer Daniels Midland Company, USA.
- 5. Abbas C.A., Sibirny A.A, Voronovsky A.Y., Ishchuk O.P., Ryabova O.B. (2008) Increased ethanol production from xylose. United States Patent Application 20080254524: Application Number: 12/103861, Publication Date: 10/16/2008, Filing Date: 04/16/2008. Archer Daniels Midland Company, USA.
- Abbas C.A., Sibirny A.A., Voronovsky A.Y., Ishchuk O.P. (2009) Alcoholic xylose fermentation at high temperatures by the thermotolerant yeast Hansenula polymorpha. United States Patent Application 20090155872: Application Number: 12/330839, Publication Date: 06/18/2009. Archer Daniels Midland Company, USA.
- Abbas C.A., Sibirny A.A., Voronovsky A.Y. (2009) Development of strains of the thermotolerant yeast Hansenula polymorpha capable of alcoholic fermentation of starch and xylan by expression of starch and xylan degrading enzymes. Provisional patent application Attorney's Docket No. CP0119PC01, Archer Daniels Midland Company, USA.
- Abbas, C., A. Y. Voronovsky, L. R. Fayura, B. V. Kshanovska, K. V. Dmytruk, K. A. Sibirna, and A. A. Sibirny (2003) Transformation systems for flavinogenic yeast. US Patent US2003/0082815 A1.
- Kang, H.A., Rhee, S.K., Sohn, M.J., Sibirny, A.A., Ubiyvovk, V.M. (2002) Gamma-glutamylcysteine synthetase and gene coding for the same. Japanese Patent No. 50201769777, 02245JP, 2002-339824, issued 22.11.2002.

## Нагороди та відзнаки
- Заслужений діяч науки і техніки України
- Лауреат премії ім. О. В. Палладіна НАН України,
- Лауреат Державної премії України в галузі науки і техніки,
- Відзнака Львівського міського Голови «Почесний знак Святого Юрія» за вагомий внесок у розвиток біологічної науки, видатні досягнення у галузі генетики, біохімії, молекулярної біології.
- Почесна відзнака «За заслуги для Варшавського природничого університету»

## Сім'я
- Дружина — Наталія Сибірна, доктор біологічних наук, професор, зав. кафедри біохімії Львівського Національного університету ім. І. Франка.
- Донька — Катерина Сибірна-Каста, доктор біології, проживає в м. Монтіньї-ле-Бретоне, Франція працює науковим співробітником відділу біотехнології Центру ядерної енергії, м. Сакле, Франція)
- Донька — Анастасія, студентка біологічного факультету Львівського Національного університету ім. І. Франка і університету Ecole Normal Superieur, Париж, Франція.
- Внучка — Олександра Марія (від доньки Катерини).

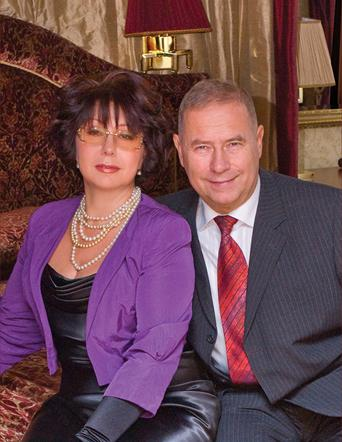
З дружиною Наталією Сибірною
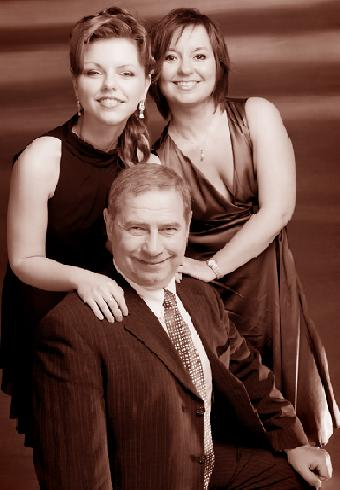
З дочками: Анастасією (ліворуч) та Катериною (праворуч)
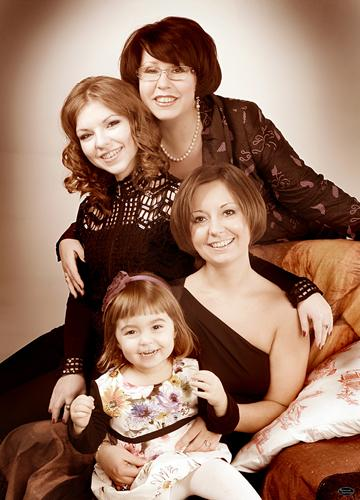
Наталія, Анастасія, Катерина та Олександра Сибірні